# Chạng vạng (tiểu thuyết)
Chạng vạng (tên bản gốc tiếng Anh: Twilight) là tên của một cuốn tiểu thuyết lãng mạn về ma cà rồng dành cho thanh thiếu niên của nhà văn Stephenie Meyer. Cuốn sách được xuất bản lần đầu tiên ở dạng bìa cứng vào năm 2005. "Chạng vạng" là cuốn đầu tiên trong bộ truyện Chạng vạng, trong đó giới thiệu nhân vật cô gái trẻ Isabella Swan 17 tuổi chuyển từ Phoenix, Arizona đến sống tại Forks, Washington, và đối mặt với những nguy hiểm trong cuộc sống khi cô phải lòng trước một ma cà rồng, Edward Cullen. Cuốn tiểu thuyết này được tiếp nối với các cuốn Trăng non, Nhật thực và Hừng Đông. Tại Việt Nam, cuốn sách do Tịnh Thủy dịch, Nhà xuất bản Trẻ mua bản quyền dịch và phát hành vào năm 2008.

## Tóm tắt nội dung
Isabella "Bella" Swan chuyển nơi ở từ vùng Phoenix, Arizona đầy nắng đến vùng Forks, Washington ẩm ướt quanh năm, để sống với cha của cô là ông cảnh sát trưởng Charlie. Họ quyết định như vậy để cho mẹ cô, Renée, có thể đi theo chồng mới của bà, Phil Dwyer, một cầu thủ bóng chày ở giải cấp thấp. Tại Phoenix cô là một người khá biệt lập, nên cô đã rất ngạc nhiên khi nhận được quá nhiều sự chú ý tại ngôi trường mới, và nhanh chóng kết bạn với vài học sinh. Điều cô không ngờ tới là có một số chàng trai trong trường tìm cách làm quen với một Bella đang ngại ngùng ở ngôi trường mới.
Bella ngồi kế Edward Cullen trong lớp học vào buổi học đầu tiên ở trường, Edward dường như hoàn toàn khó chịu với sự có mặt của Bella. Cậu thậm chí còn cố gắng thay đổi lịch học để tránh mặt cô, khiến cho Bella hoàn toàn bối rối về thái độ của cậu. Sau khi giả vờ nói ngọt với một người bạn của gia đình, Jacob Black, để dụ anh này kể cho cô nghe các truyền thuyết của bộ lạc da đỏ tại đây, Bella kết luận rằng Edward và gia đình của cậu chính là những ma cà rồng. Mặc dù cô bị anh ta thu hút một cách không thể lý giải được thậm chí khi cô đã cho rằng Edward uống máu người, cô cũng cảm thấy nhẹ nhõm hơn khi biết được rằng gia đình nhà Cullen đã chọn cách tồn tại mà không uống máu người, mà thay vào đó là máu các con thú. Edward tiết lộ cho cô biết rằng ban đầu cậu tránh mặt Bella vì mùi máu của cô gợi lại cho cậu bản năng thèm khát. Qua thời gian, Edward và Bella bắt đầu yêu nhau.
Mối quan hệ tưởng chừng như hoàn hảo của họ bỗng nhiên gặp rắc rối khi một nhóm ma cà rồng du cư đến Forks, và James, một ma cà rồng săn người, quyết định rằng hắn sẽ săn đuổi Bella để thỏa mãn lòng vui thích. Gia đình Cullen lên kế hoạch làm sao lãng tên săn người bằng cách chia tách Bella và Edward, và Bella được gửi tới trốn tại một khách sạn ở Phoenix. Sau đó Bella nhận được một cuộc gọi từ James, hắn bảo rằng hắn đã bắt được mẹ của cô, và Bella phải tự nộp mình cho James tại phòng tập khiêu vũ nơi cô từng học, để cứu bà. Cô đã làm theo, và tại phòng khiêu vũ, James đã tấn công cô. Edward, cùng với những người còn lại trong gia đình bác sĩ Cullen, đã cứu sống Bella trước khi James có thể giết được cô. Ngay khi nhận ra James đã cắn vào tay của Bella, Edward đã hút chất độc ra khỏi cơ thể cô trước khi nó lan tỏa và biến cô thành một ma cà rồng. Sau khi quay trở về Forks, Bella và Edward tham dự lễ hội cuối năm và Bella bày tỏ mong muốn của cô muốn trở thành một ma cà rồng vì cô mong muốn được sống bên Edward mãi mãi, nhưng Edward từ chối điều đó bằng mọi giá.

## Bìa truyện
Stephenie Meyer đã nói rằng trái táo trên bìa truyện đại diện cho trái cấm trong cuốn Sách Sáng thế. Nó biểu trưng cho tình yêu của Bella và Edward, một tình yêu bị cấm, cũng giống như trái trên Cây biết điều thiện điều ác, như đã được nhắc đến trong đoạn trích Sách Sáng thế 2:17 trích trong lời mở đầu của cuốn sách. Nó cũng đại diện cho sự lựa chọn của Bella, hoặc ăn "trái cấm", Edward, hoặc không bao giờ gặp lại cậu.
Nhưng cây hiểu thiện biết ác thì chớ ăn, vì bất cứ ngày nào ngươi ăn vào, ngươi sẽ phải chết.
Sáng Thế 2:17

## Các chương của truyện:
Tiểu thuyết Twilight gồm 24 chương, phần Mở đầu và phần Kết.

## Các giải thưởng và đề cử
Chạng vạng được nhiều lời tán dương và giành được nhiều danh hiệu quan trọng, trong đó có:
- Tiểu thuyết xuất sắc theo đánh giá của giới biên tập của New York Times
- Sách hay nhất trong năm của Publishers Weekly
- "Một trong mười quyển sách xuất sắc nhất dành cho giới trẻ" của American Library Association
- Được dịch trên 20 thứ tiếng [4]
- Sách bán chạy nhất của New York Times[5]
- Cuốn sách được yêu thích nhất - Kids Choice Awards 2009

## Ý kiến phê bình
Chạng vạng nhận được nhiều lời phê bình khác nhau. Booklist viết, "Có một số thiếu sót ở đây–cốt truyện đáng ra nên chặt chẽ hơn, quá dựa dẫm vào tính từ và trạng từ để nâng đỡ các đoạn đối thoại–nhưng cuốn truyện lãng mạn một cách đen tối này len lỏi vào tâm hồn". Kirkus viết: "[Twilight] vượt quá sự hoàn hảo: Chân dung của Edward, một anh hùng bi kịch quỷ dữ, quá thơ mộng, và sức quyến rũ của Bella dựa trên phép màu nhiều hơn là nhân cách. Tuy nhiên, cách lột tả đôi tình nhân bất hạnh này có một sức hút lạ lùng; những người hâm mộ tiểu thuyết lãng mạn đen tối sẽ không thể cưỡng nổi nó." Nhận xét của Publishers Weekly mô tả Bella là "cuồng dại với kẻ lạc loài Edward", mối quan hệ đầy trắc trở của họ, và "đấu tranh nội tâm của Edward" như là một phép ẩn dụng dành cho sự thất vọng giới tính của thanh niên. Hillias J. Martin của School Library Journal ca ngợi cuốn tiểu thuyết nói rằng, "Hiện thực, huyền ảo, cô đọng, và dễ đọc, Twilight sẽ khiến người đọc cắm cúi vào nó."

## Chuyển thể thành phim
Chạng vạng đã được hãng Summit Entertainment chuyển thể thành phim. Bộ phim do đạo diễn Catherine Hardwicke thực hiện và có các diễn viên Kristen Stewart và Robert Pattinson trong vai các nhân vật chính Isabella Swan và Edward Cullen. Kịch bản do Melissa Rosenberg chuyển thể. Bộ phim được phát hành tại Hoa Kỳ vào ngày 21 tháng 11, năm 2008.